# Sayed Moawad
Sayed Moawad Abdelwahed (in arabo سيد معوض‎?; Fayyum, 25 maggio 1979) è un allenatore di calcio ed ex calciatore egiziano, di ruolo difensore.

## Caratteristiche tecniche
Terzino sinistro - adattabile in caso di necessità ad esterno alto - abile a svolgere entrambe le fasi di gioco. In possesso di una notevole resistenza, tra le sue doti spiccano velocità - caratteristica che gli consente di spingersi con costanza lungo la fascia sinistra, inserendosi tra gli spazi - e la precisione nei cross.

## Carriera

### Giocatore

#### Club
Il 26 gennaio 2008 l'Ismaily comunica di aver ceduto il giocatore in prestito oneroso di 150.000 dollari con diritto di riscatto - fissato a 900.000 dollari - per sei mesi al Trabzonspor.
Il 16 maggio 2008 viene tesserato per cinque stagioni dall'Al-Ahly. L'esborso effettuato dalla società egiziana è stato di 1.1 milioni di dollari. Esordisce con la squadra il 20 luglio contro lo Zamalek, sostituendo Flávio Amado al 37' della ripresa.
Una settimana dopo solleva il suo primo trofeo, grazie al successo ottenuto per 2-0 contro lo Zamalek in Supercoppa.

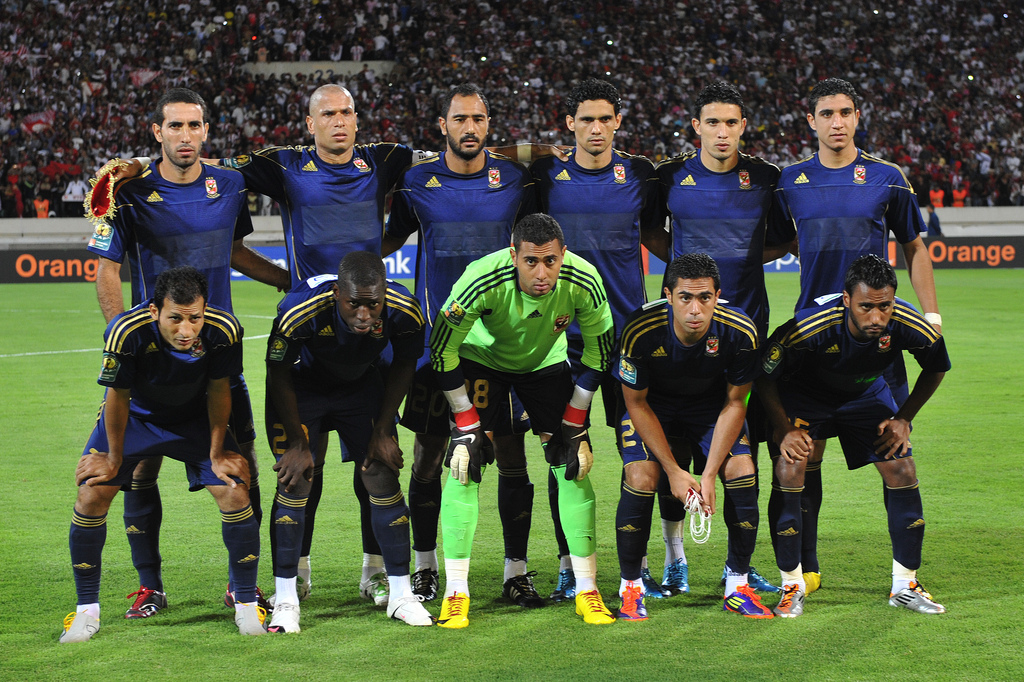
Moawad (in basso a sinistra) ritratto insieme ai propri compagni di squadra nel 2011.

Il 22 gennaio 2013 rinnova il proprio contratto per altre due stagioni. Relegato ai margini a favore del più giovane Ahmed Shedid, il 25 giugno 2014 annuncia la propria decisione di ritirarsi al termine della stagione.

#### Nazionale
Esordisce con i Faraoni il 25 agosto 2000 in un'amichevole disputata contro il Kenya a Porto Said. Prende parte alla Coppa d'Africa 2008 - conclusasi con il successo degli egiziani - disputata in Ghana.
Nel 2010 - dopo aver partecipato alla FIFA Confederations Cup 2009 - viene inserito nella lista dei 23 convocati che parteciperanno alla Coppa d'Africa 2010.
Prima scelta lungo la fascia sinistra, prende parte da titolare - ad eccezione della sfida contro il Benin, con i Faraoni già qualificati ai quarti - a tutti gli incontri della competizione, terminata con il settimo successo della selezione egiziana nella manifestazione, il terzo consecutivo.

### Allenatore
Il 27 agosto 2016 entra nello staff tecnico dell'Al-Ahly in qualità di collaboratore tecnico, sotto la guida di Hossam El-Badry.

## Statistiche

### Presenze e reti nei club
Statistiche aggiornate al 30 giugno 2014.
| Stagione        | Squadra         | Campionato      | Campionato | Campionato | Coppe nazionali | Coppe nazionali | Coppe nazionali | Coppe continentali | Coppe continentali | Coppe continentali | Altre coppe | Altre coppe | Altre coppe | Totale | Totale |
| Stagione        | Squadra         | Comp            | Pres       | Reti       | Comp            | Pres            | Reti            | Comp               | Pres               | Reti               | Comp        | Pres        | Reti        | Pres   | Reti   |
| --------------- | --------------- | --------------- | ---------- | ---------- | --------------- | --------------- | --------------- | ------------------ | ------------------ | ------------------ | ----------- | ----------- | ----------- | ------ | ------ |
| 1998-1999       | Ismaily         | PL              | 0          | 0          | CE              | 2               | 0               | -                  | -                  | -                  | -           | -           | -           | 2      | 0      |
| 1999-2000       | Ismaily         | PL              | 5          | 1          | CE              | 2               | 0               | CC                 | 6                  | 0                  | -           | -           | -           | 13     | 1      |
| 2000-2001       | Ismaily         | PL              | 5          | 0          | CE              | 0               | 0               | CdC                | 5                  | 0                  | -           | -           | -           | 11     | 0      |
| 2001-2002       | Ismaily         | PL              | 11         | 0          | CE              | 3               | 1               | -                  | -                  | -                  | SA          | 1           | 0           | 15     | 1      |
| 2002-2003       | Ismaily         | PL              | 8          | 0          | CE              | 2               | 0               | CCL                | 13                 | 1                  | -           | -           | -           | 23     | 1      |
| 2003-2004       | Ismaily         | PL              | 4          | 0          | CE              | 0               | 0               | ACC+CC             | 5+0                | 1                  | -           | -           | -           | 9      | 1      |
| 2004-2005       | Ismaily         | PL              | 11         | 1          | CE              | 0               | 0               | ACC+CC             | 9+8                | 1+1                | -           | -           | -           | 28     | 3      |
| 2005-2006       | Ismaily         | PL              | 26         | 0          | CE              | 3               | 0               | -                  | -                  | -                  | -           | -           | -           | 29     | 0      |
| 2006-2007       | Ismaily         | PL              | 24         | 3          | CE              | 2               | 0               | ACC+CC             | 4+9                | 0+2                | -           | -           | -           | 34     | 5      |
| 2007-gen. 2008  | Ismaily         | PL              | 9          | 1          | CE              | 0               | 0               | -                  | -                  | -                  | SE          | 1           | 0           | 10     | 1      |
| Totale Ismaily  | Totale Ismaily  | Totale Ismaily  | 103        | 6          |                 | 14              | 1               |                    | 60                 | 6                  |             | 2           | 0           | 179    | 13     |
| gen.-giu. 2008  | Trabzonspor     | SL              | 4          | 0          | TK              | -               | -               | Int                | -                  | -                  | -           | -           | -           | 4      | 0      |
| 2008-2009       | Al-Ahly         | PL              | 21+1       | 0          | CE              | 2               | 0               | CCL+CCL+CC         | 8+3+0              | 0                  | SE+SA+Cmc   | 1+1+2       | 0           | 39     | 0      |
| 2009-2010       | Al-Ahly         | PL              | 20         | 0          | CE              | 4               | 0               | CCL                | 10                 | 0                  | SE          | 1           | 0           | 35     | 0      |
| 2010-2011       | Al-Ahly         | PL              | 20         | 1          | CE              | 0               | 0               | CCL                | 10                 | 0                  | SE          | 1           | 0           | 31     | 1      |
| 2011-2012       | Al-Ahly         | PL              | 10         | 0          | -               | -               | -               | CCL                | 7                  | 0                  | -           | -           | -           | 17     | 0      |
| 2012-2013       | Al-Ahly         | PL              | 5          | 0          | CE              | 0               | 0               | CCL                | 11                 | 0                  | SE+SA+Cmc   | 1+0+1       | 0           | 18     | 0      |
| 2013-2014       | Al-Ahly         | PL              | 8          | 0          | CE              | 1               | 0               | CCL+CC             | 4+0                | 1                  | SA+Cmc      | 1+0         | 0           | 14     | 1      |
| Totale Al-Ahly  | Totale Al-Ahly  | Totale Al-Ahly  | 84+1       | 1          |                 | 7               | 0               |                    | 53                 | 1                  |             | 9           | 0           | 154    | 2      |
| Totale carriera | Totale carriera | Totale carriera | 192        | 7          |                 | 21              | 1               |                    | 113                | 7                  |             | 11          | 0           | 337    | 15     |

### Cronologia presenze e reti in nazionale
| Cronologia completa delle presenze e delle reti in nazionale ― Egitto | Cronologia completa delle presenze e delle reti in nazionale ― Egitto | Cronologia completa delle presenze e delle reti in nazionale ― Egitto | Cronologia completa delle presenze e delle reti in nazionale ― Egitto | Cronologia completa delle presenze e delle reti in nazionale ― Egitto | Cronologia completa delle presenze e delle reti in nazionale ― Egitto | Cronologia completa delle presenze e delle reti in nazionale ― Egitto | Cronologia completa delle presenze e delle reti in nazionale ― Egitto |
| Data                                                                  | Città                                                                 | In casa                                                               | Risultato                                                             | Ospiti                                                                | Competizione                                                          | Reti                                                                  | Note                                                                  |
| --------------------------------------------------------------------- | --------------------------------------------------------------------- | --------------------------------------------------------------------- | --------------------------------------------------------------------- | --------------------------------------------------------------------- | --------------------------------------------------------------------- | --------------------------------------------------------------------- | --------------------------------------------------------------------- |
| 25-8-2000                                                             | Porto Said                                                            | Egitto                                                                | 2 – 1                                                                 | Kenya                                                                 | Amichevole                                                            | -                                                                     |                                                                       |
| 26-4-2001                                                             | Il Cairo                                                              | Egitto                                                                | 1 – 2                                                                 | Corea del Sud                                                         | Amichevole                                                            | -                                                                     | 27’ 40’                                                               |
| 8-8-2002                                                              | Alessandria d'Egitto                                                  | Egitto                                                                | 4 – 1                                                                 | Etiopia                                                               | Amichevole                                                            | -                                                                     | 46’                                                                   |
| 20-8-2002                                                             | Alessandria d'Egitto                                                  | Egitto                                                                | 2 – 0                                                                 | Uganda                                                                | Amichevole                                                            | -                                                                     | 46’                                                                   |
| 23-8-2002                                                             | Il Cairo                                                              | Egitto                                                                | 3 – 0                                                                 | Sudan                                                                 | Amichevole                                                            | -                                                                     |                                                                       |
| 27-8-2002                                                             | Alessandria d'Egitto                                                  | Egitto                                                                | 0 – 1                                                                 | Libia                                                                 | Amichevole                                                            | -                                                                     |                                                                       |
| 25-11-2002                                                            | Lagos                                                                 | Nigeria                                                               | 1 – 1                                                                 | Egitto                                                                | Amichevole                                                            | -                                                                     | 46’                                                                   |
| 16-12-2002                                                            | Abu Dhabi                                                             | Emirati Arabi Uniti                                                   | 1 – 2                                                                 | Egitto                                                                | Amichevole                                                            | -                                                                     |                                                                       |
| 22-12-2002                                                            | Il Cairo                                                              | Egitto                                                                | 0 – 0                                                                 | Ghana                                                                 | Amichevole                                                            | -                                                                     | 46’                                                                   |
| 19-3-2003                                                             | Porto Said                                                            | Egitto                                                                | 6 – 0                                                                 | Qatar                                                                 | Amichevole                                                            | -                                                                     | 46’                                                                   |
| 8-6-2003                                                              | Porto Said                                                            | Egitto                                                                | 7 – 0                                                                 | Mauritius                                                             | Qual. Coppa d'Africa 2004                                             | -                                                                     | 46’                                                                   |
| 15-12-2003                                                            | Manama                                                                | Egitto                                                                | 1 – 0                                                                 | Bahrein                                                               | Amichevole                                                            | -                                                                     | 46’                                                                   |
| 7-10-2006                                                             | Gaborone                                                              | Botswana                                                              | 0 – 0                                                                 | Egitto                                                                | Qual. Coppa d'Africa 2008                                             | -                                                                     |                                                                       |
| 15-11-2006                                                            | Brentford                                                             | Egitto                                                                | 1 – 0                                                                 | Sudafrica                                                             | Amichevole                                                            | -                                                                     | 70’                                                                   |
| 7-2-2007                                                              | Il Cairo                                                              | Egitto                                                                | 2 – 0                                                                 | Svezia                                                                | Amichevole                                                            | -                                                                     | 72’                                                                   |
| 25-3-2007                                                             | Il Cairo                                                              | Egitto                                                                | 3 – 0                                                                 | Mauritania                                                            | Qual. Coppa d'Africa 2008                                             | -                                                                     |                                                                       |
| 3-6-2007                                                              | Nouakchott                                                            | Mauritania                                                            | 1 – 1                                                                 | Egitto                                                                | Qual. Coppa d'Africa 2008                                             | -                                                                     |                                                                       |
| 12-6-2007                                                             | Al Kuwait                                                             | Kuwait                                                                | 1 – 1                                                                 | Egitto                                                                | Amichevole                                                            | -                                                                     |                                                                       |
| 13-10-2007                                                            | Il Cairo                                                              | Egitto                                                                | 1 – 0                                                                 | Botswana                                                              | Qual. Coppa d'Africa 2008                                             | -                                                                     |                                                                       |
| 17-10-2007                                                            | Osaka                                                                 | Giappone                                                              | 4 – 1                                                                 | Egitto                                                                | Amichevole                                                            | -                                                                     |                                                                       |
| 5-1-2008                                                              | Il Cairo                                                              | Egitto                                                                | 3 – 0                                                                 | Namibia                                                               | Amichevole                                                            | -                                                                     |                                                                       |
| 10-1-2008                                                             | Abu Dhabi                                                             | Egitto                                                                | 1 – 0                                                                 | Mali                                                                  | Amichevole                                                            | -                                                                     |                                                                       |
| 13-1-2008                                                             | Alverca do Ribatejo                                                   | Angola                                                                | 3 – 3                                                                 | Egitto                                                                | Amichevole                                                            | -                                                                     | 72’                                                                   |
| 22-1-2008                                                             | Kumasi                                                                | Egitto                                                                | 4 – 2                                                                 | Camerun                                                               | Coppa d'Africa 2008 - 1º turno                                        | -                                                                     | 48’                                                                   |
| 26-1-2008                                                             | Kumasi                                                                | Egitto                                                                | 3 – 0                                                                 | Sudan                                                                 | Coppa d'Africa 2008 - 1º turno                                        | -                                                                     |                                                                       |
| 30-1-2008                                                             | Tamale                                                                | Egitto                                                                | 1 – 1                                                                 | Zambia                                                                | Coppa d'Africa 2008 - 1º turno                                        | -                                                                     |                                                                       |
| 4-2-2008                                                              | Kumasi                                                                | Egitto                                                                | 2 – 1                                                                 | Angola                                                                | Coppa d'Africa 2008 - Quarti di finale                                | -                                                                     | 8’ 66’                                                                |
| 7-2-2008                                                              | Sekondi-Takoradi                                                      | Costa d'Avorio                                                        | 1 – 4                                                                 | Egitto                                                                | Coppa d'Africa 2008 - Semifinale                                      | -                                                                     | 77’                                                                   |
| 10-2-2008                                                             | Accra                                                                 | Camerun                                                               | 0 – 1                                                                 | Egitto                                                                | Coppa d'Africa 2008 - Finale                                          | -                                                                     |                                                                       |
| 26-3-2008                                                             | Il Cairo                                                              | Egitto                                                                | 0 – 2                                                                 | Argentina                                                             | Amichevole                                                            | -                                                                     |                                                                       |
| 20-8-2008                                                             | Khartum                                                               | Sudan                                                                 | 4 – 0                                                                 | Egitto                                                                | Amichevole                                                            | -                                                                     |                                                                       |
| 30-5-2009                                                             | Mascate                                                               | Oman                                                                  | 0 – 1                                                                 | Egitto                                                                | Amichevole                                                            | -                                                                     |                                                                       |
| 7-6-2009                                                              | Blida                                                                 | Algeria                                                               | 3 – 1                                                                 | Egitto                                                                | Qual. Mondiali 2010                                                   | -                                                                     |                                                                       |
| 15-6-2009                                                             | Bloemfontein                                                          | Brasile                                                               | 4 – 3                                                                 | Egitto                                                                | Conf. Cup 2009 - 1º turno                                             | -                                                                     | 87’                                                                   |
| 18-6-2009                                                             | Johannesburg                                                          | Egitto                                                                | 1 – 0                                                                 | Italia                                                                | Conf. Cup 2009 - 1º turno                                             | -                                                                     | 69’                                                                   |
| 5-7-2009                                                              | Il Cairo                                                              | Egitto                                                                | 3 – 0                                                                 | Ruanda                                                                | Qual. Mondiali 2010                                                   | -                                                                     | 73’                                                                   |
| 12-8-2009                                                             | Il Cairo                                                              | Egitto                                                                | 3 – 3                                                                 | Guinea                                                                | Amichevole                                                            | -                                                                     | 65’                                                                   |
| 5-9-2009                                                              | Kigali                                                                | Ruanda                                                                | 0 – 1                                                                 | Egitto                                                                | Qual. Mondiali 2010                                                   | -                                                                     |                                                                       |
| 2-10-2009                                                             | Il Cairo                                                              | Egitto                                                                | 4 – 0                                                                 | Mauritius                                                             | Amichevole                                                            | -                                                                     | 62’                                                                   |
| 10-10-2009                                                            | Chililabombwe                                                         | Zambia                                                                | 0 – 1                                                                 | Egitto                                                                | Qual. Mondiali 2010                                                   | -                                                                     |                                                                       |
| 5-11-2009                                                             | Assuan                                                                | Egitto                                                                | 5 – 1                                                                 | Tanzania                                                              | Amichevole                                                            | -                                                                     |                                                                       |
| 14-11-2009                                                            | Il Cairo                                                              | Egitto                                                                | 2 – 0                                                                 | Algeria                                                               | Qual. Mondiali 2010                                                   | -                                                                     |                                                                       |
| 18-11-2009                                                            | Omdurman                                                              | Algeria                                                               | 1 – 0                                                                 | Egitto                                                                | Qual. Mondiali 2010                                                   | -                                                                     |                                                                       |
| 29-12-2009                                                            | Il Cairo                                                              | Egitto                                                                | 1 – 1                                                                 | Malawi                                                                | Amichevole                                                            | -                                                                     | 57’                                                                   |
| 4-1-2010                                                              | Dubai                                                                 | Egitto                                                                | 1 – 0                                                                 | Mali                                                                  | Amichevole                                                            | -                                                                     | 75’                                                                   |
| 12-1-2010                                                             | Benguela                                                              | Egitto                                                                | 3 – 1                                                                 | Nigeria                                                               | Coppa d'Africa 2010 - 1º turno                                        | -                                                                     |                                                                       |
| 16-1-2010                                                             | Benguela                                                              | Egitto                                                                | 2 – 0                                                                 | Mozambico                                                             | Coppa d'Africa 2010 - 1º turno                                        | -                                                                     |                                                                       |
| 25-1-2010                                                             | Benguela                                                              | Egitto                                                                | 3 – 1 dts                                                             | Camerun                                                               | Coppa d'Africa 2010 - Quarti di finale                                | -                                                                     | 101’                                                                  |
| 28-1-2010                                                             | Benguela                                                              | Algeria                                                               | 0 – 4                                                                 | Egitto                                                                | Coppa d'Africa 2010 - Semifinale                                      | -                                                                     | 78’                                                                   |
| 31-1-2010                                                             | Luanda                                                                | Ghana                                                                 | 0 – 1                                                                 | Egitto                                                                | Coppa d'Africa 2010 - Finale                                          | -                                                                     | 47’ 57’                                                               |
| 3-3-2010                                                              | Londra                                                                | Inghilterra                                                           | 3 – 1                                                                 | Egitto                                                                | Amichevole                                                            | -                                                                     | 76’                                                                   |
| 11-8-2010                                                             | Il Cairo                                                              | Egitto                                                                | 6 – 3                                                                 | RD del Congo                                                          | Amichevole                                                            | -                                                                     | 60’                                                                   |
| 5-9-2010                                                              | Il Cairo                                                              | Egitto                                                                | 1 – 1                                                                 | Sierra Leone                                                          | Qual. Coppa d'Africa 2012                                             | -                                                                     |                                                                       |
| 26-3-2011                                                             | Johannesburg                                                          | Sudafrica                                                             | 1 – 0                                                                 | Egitto                                                                | Qual. Coppa d'Africa 2012                                             | -                                                                     |                                                                       |
| 5-6-2011                                                              | Il Cairo                                                              | Egitto                                                                | 0 – 0                                                                 | Sudafrica                                                             | Qual. Coppa d'Africa 2012                                             | -                                                                     |                                                                       |
| 22-5-2012                                                             | Omdurman                                                              | Egitto                                                                | 3 – 0                                                                 | Togo                                                                  | Amichevole                                                            | -                                                                     |                                                                       |
| 30-6-2012                                                             | Bangui                                                                | Rep. Centrafricana                                                    | 1 – 1                                                                 | Egitto                                                                | Qual. Coppa d'Africa 2013                                             | -                                                                     |                                                                       |
| 14-11-2013                                                            | Il Cairo                                                              | Egitto                                                                | 2 – 0                                                                 | Zambia                                                                | Amichevole                                                            | -                                                                     | 74’                                                                   |
| Totale                                                                |                                                                       | Presenze                                                              | 58                                                                    |                                                                       | Reti                                                                  | 0                                                                     |                                                                       |

## Palmarès

### Club

#### Competizioni nazionali
- Campionato egiziano: 5

Ismaily: 2001-2002
Al-Ahly: 2008-2009, 2009-2010, 2010-2011, 2013-2014
- Coppa d'Egitto: 1

Ismaily: 2000
- Supercoppa d'Egitto: 3

Al-Ahly: 2008, 2010, 2012

#### Competizioni internazionali
- CAF Champions League: 3

Al-Ahly: 2008, 2012, 2013
- Supercoppa d'Africa: 3

Al-Ahly: 2009, 2013, 2014

### Nazionale
- Coppa d'Africa: 2

Ghana 2008, Angola 2010